# Perrine Kervran
Perrine Kervran est une historienne, journaliste, animatrice et productrice d'émissions de radio française née en 1974.
Elle est responsable éditoriale d'Arte Radio depuis 2023.

## Carrière professionnelle
Perrine Kervran étudie l'histoire avant de se diriger vers le journalisme.
Elle produit ses premiers documentaires pour France Culture en 1998, diffusés notamment dans les Nuits magnétiques et Surpris par la nuit.
Elle coordonne l'émission hebdomadaire Une vie une œuvre, qui dresse « le portrait radiophonique de femmes et hommes d’exception » pendant plusieurs années.
Perrine Kervran a également travaillé pour Radio France internationale et Arte Radio dans les années 2000.

### La Fabrique de l'histoire
Elle intègre l'équipe de La Fabrique de l'histoire d'Emmanuel Laurentin à sa création en 1998. En 2004, son programme Tu accoucheras sans douleur est récompensé par un Prix New York. Elle reçoit l'année suivante le Prix Ondas pour La nouvelle cuisine, ou comment cuisiner après mai 68,.
En 2010, elle publie Les années Actuel : contestations rigolardes et aventures modernes avec Anaïs Kien, avec qui elle a traité le sujet pour l'émission. Construit autour des témoignages de ses collaborateurs, l'ouvrage fait écho à l'aventure collective du mensuel Actuel, emblématique de l'underground des années 1970, 1980 et 1990,.
En 2014, elle reçoit un nouveau prix aux New York Festivals pour son documentaire Danser quand même : les bals clandestins en France pendant la guerre.

### LSD, La série documentaire
Perrine Kervran lance LSD, La série documentaire à la rentrée 2016 à la place de Sur les docks d'Irène Omélianenko. Elle renouvelle le genre en développant un sujet par semaine sur quatre épisodes diffusés du lundi au jeudi à 17 heures. Avec ce nouveau format, sous forme de feuilleton, le programme cherche à s'adapter aux nouveaux modes d'écoute radiophonique en proscrivant l'analyse pour diffuser des récits.
En juin 2019, elle reçoit avec Annabelle Brouard « l'Out d'or du documentaire » pour Les transidentités, racontées par les trans diffusée dans LSD, la série documentaire du 27 au 30 août. Le prix célèbre la visibilité des personnes LGBTI dans la sphère publique,,,.

### Arte radio
Le 28 août 2023, Perrine Kervran succède à Silvain Gire à la direction d'Arte radio.

## Publications
- Perrine Kervran et Anaïs Kien, Les années « Actuel » : contestations rigolardes et aventures modernes, Le Mot et le reste, 2010, 308 p. (ISBN 978-2-36054-014-3 et 2-36054-014-9, OCLC 690837509, lire en ligne)
- Emmanuel Laurentin, Séverine Liatard, Anaïs Kien et Perrine Kervran, Histoire d'une République fragile : 1905-2015 : comment en sommes-nous arrivés là, Fayard (maison d'édition), 2015 (ISBN 978-2-213-68684-4 et 2-213-68684-X, OCLC 908013964, lire en ligne)
- Perrine Kervran, Véronique Samouiloff, Jean Steinauer et Alain-Jacques Tornare, Histoire de la contre-révolution, 2011 (OCLC 1040407939, lire en ligne)

## Distinctions reçues
- 2004 : Prix New York
- 2005 : Prix Ondas
- 2014 : Radio Programs and Promotion Awards, New York Festivals
- 2019 : Out d'or du documentaire